# 2017-es Formula–1 szingapúri nagydíj
A szingapúri nagydíj volt a 2017-es Formula–1 világbajnokság tizennegyedik futama, amelyet 2017. szeptember 15. és szeptember 17. között rendeztek meg a Singapore Street Circuiten, Szingapúrban.

## Választható keverékek
| Abroncs            | Friss | Használt |
| ------------------ | ----- | -------- |
| Lágy keverék       |       |          |
| Szuperlágy keverék |       |          |
| Ultralágy keverék  |       |          |
| Átmeneti esőgumi   |       |          |
| Teljes esőgumi     |       |          |

## Szabadedzések

### Első szabadedzés
A szingapúri nagydíj első szabadedzését szeptember 15-én, pénteken este tartották.
| helyezés | versenyző          | csapat/motor         | elért idő | különbség | futott kör |
| -------- | ------------------ | -------------------- | --------- | --------- | ---------- |
| 1        | Daniel Ricciardo   | Red Bull-TAG Heuer   | 1:42,489  | −         | 21         |
| 2        | Sebastian Vettel   | Ferrari              | 1:42,598  | +0,109    | 21         |
| 3        | Max Verstappen     | Red Bull-TAG Heuer   | 1:42,610  | +0,121    | 23         |
| 4        | Lewis Hamilton     | Mercedes             | 1:42,904  | +0,415    | 27         |
| 5        | Sergio Pérez       | Force India-Mercedes | 1:43,423  | +0,934    | 25         |
| 6        | Valtteri Bottas    | Mercedes             | 1:43,434  | +0,945    | 27         |
| 7        | Kimi Räikkönen     | Ferrari              | 1:43,734  | +1,245    | 25         |
| 8        | Fernando Alonso    | McLaren-Honda        | 1:43,759  | +1,270    | 19         |
| 9        | Nico Hülkenberg    | Renault              | 1:44,101  | +1,612    | 24         |
| 10       | Danyiil Kvjat      | Toro Rosso-Renault   | 1:44,220  | +1,731    | 25         |
| 11       | Stoffel Vandoorne  | McLaren-Honda        | 1:44,340  | +1,851    | 25         |
| 12       | Jolyon Palmer      | Renault              | 1:44,961  | +2,472    | 25         |
| 13       | Esteban Ocon       | Force India-Mercedes | 1:45,053  | +2,564    | 25         |
| 14       | Felipe Massa       | Williams-Mercedes    | 1:45,084  | +2,595    | 27         |
| 15       | Romain Grosjean    | Haas-Ferrari         | 1:46,456  | +3,967    | 20         |
| 16       | Antonio Giovinazzi | Haas-Ferrari         | 1:46,782  | +4,293    | 27         |
| 17       | Lance Stroll       | Williams-Mercedes    | 1:47,190  | +4,701    | 11         |
| 18       | Sean Gelael        | Toro Rosso-Renault   | 1:47,570  | +5,081    | 26         |
| 19       | Marcus Ericsson    | Sauber-Ferrari       | 1:47,699  | +5,210    | 23         |
| 20       | Pascal Wehrlein    | Sauber-Ferrari       | 1:47,886  | +5,397    | 24         |

### Második szabadedzés
A szingapúri nagydíj második szabadedzését szeptember 15-én, pénteken éjszaka tartották.
| helyezés | versenyző         | csapat/motor         | elért idő | különbség | futott kör |
| -------- | ----------------- | -------------------- | --------- | --------- | ---------- |
| 1        | Daniel Ricciardo  | Red Bull-TAG Heuer   | 1:40,852  | −         | 33         |
| 2        | Max Verstappen    | Red Bull-TAG Heuer   | 1:41,408  | +0,556    | 28         |
| 3        | Lewis Hamilton    | Mercedes             | 1:41,555  | +0,703    | 36         |
| 4        | Valtteri Bottas   | Mercedes             | 1:42,104  | +1,252    | 35         |
| 5        | Nico Hülkenberg   | Renault              | 1:42,448  | +1,596    | 33         |
| 6        | Stoffel Vandoorne | McLaren-Honda        | 1:42,501  | +1,649    | 34         |
| 7        | Fernando Alonso   | McLaren-Honda        | 1:42,788  | +1,936    | 32         |
| 8        | Sergio Pérez      | Force India-Mercedes | 1:42,826  | +1,974    | 35         |
| 9        | Kimi Räikkönen    | Ferrari              | 1:42,835  | +1,983    | 30         |
| 10       | Esteban Ocon      | Force India-Mercedes | 1:43,054  | +2,202    | 34         |
| 11       | Sebastian Vettel  | Ferrari              | 1:43,104  | +2,252    | 33         |
| 12       | Carlos Sainz Jr.  | Toro Rosso-Renault   | 1:43,236  | +2,384    | 38         |
| 13       | Danyiil Kvjat     | Toro Rosso-Renault   | 1:43,608  | +2,756    | 32         |
| 14       | Jolyon Palmer     | Renault              | 1:43,795  | +2,943    | 32         |
| 15       | Felipe Massa      | Williams-Mercedes    | 1:43,836  | +2,984    | 32         |
| 16       | Lance Stroll      | Williams-Mercedes    | 1:44,301  | +3,449    | 32         |
| 17       | Kevin Magnussen   | Haas-Ferrari         | 1:44,417  | +3,565    | 32         |
| 18       | Romain Grosjean   | Haas-Ferrari         | 1:44,928  | +4,076    | 29         |
| 19       | Pascal Wehrlein   | Sauber-Ferrari       | 1:45,673  | +4,821    | 34         |
| 20       | Marcus Ericsson   | Sauber-Ferrari       | 1:45,721  | +4,869    | 35         |

### Harmadik szabadedzés
A szingapúri nagydíj harmadik szabadedzését szeptember 16-án, szombaton este tartották.
| helyezés | versenyző         | csapat/motor         | elért idő | különbség | futott kör |
| -------- | ----------------- | -------------------- | --------- | --------- | ---------- |
| 1        | Max Verstappen    | Red Bull-TAG Heuer   | 1:41,829  | −         | 12         |
| 2        | Sebastian Vettel  | Ferrari              | 1:41,901  | +0,072    | 13         |
| 3        | Lewis Hamilton    | Mercedes             | 1:41,971  | +0,142    | 16         |
| 4        | Fernando Alonso   | McLaren-Honda        | 1:42,383  | +0,554    | 11         |
| 5        | Stoffel Vandoorne | McLaren-Honda        | 1:42,439  | +0,610    | 13         |
| 6        | Daniel Ricciardo  | Red Bull-TAG Heuer   | 1:42,517  | +0,688    | 11         |
| 7        | Nico Hülkenberg   | Renault              | 1:42,549  | +0,720    | 10         |
| 8        | Valtteri Bottas   | Mercedes             | 1:42,592  | +0,763    | 16         |
| 9        | Kimi Räikkönen    | Ferrari              | 1:42,708  | +0,879    | 16         |
| 10       | Sergio Pérez      | Force India-Mercedes | 1:43,010  | +1,181    | 14         |
| 11       | Esteban Ocon      | Force India-Mercedes | 1:43,109  | +1,280    | 15         |
| 12       | Carlos Sainz Jr.  | Toro Rosso-Renault   | 1:43,356  | +1,527    | 17         |
| 13       | Jolyon Palmer     | Renault              | 1:43,368  | +1,539    | 11         |
| 14       | Danyiil Kvjat     | Toro Rosso-Renault   | 1:43,574  | +1,745    | 17         |
| 15       | Felipe Massa      | Williams-Mercedes    | 1:43,724  | +1,895    | 17         |
| 16       | Kevin Magnussen   | Haas-Ferrari         | 1:44,041  | +2,212    | 16         |
| 17       | Lance Stroll      | Williams-Mercedes    | 1:44,223  | +2,394    | 18         |
| 18       | Romain Grosjean   | Haas-Ferrari         | 1:44,295  | +2,466    | 16         |
| 19       | Pascal Wehrlein   | Sauber-Ferrari       | 1:45,760  | +3,931    | 15         |
| 20       | Marcus Ericsson   | Sauber-Ferrari       | 1:46,339  | +4,510    | 7          |

## Időmérő edzés
A szingapúri nagydíj időmérő edzését szeptember 16-án, szombaton éjszaka futották.
| helyezés              | rajtszám | versenyző         | csapat/motor         | 1. rész  | 2. rész  | 3. rész  | rajthely | futott kör |
| --------------------- | -------- | ----------------- | -------------------- | -------- | -------- | -------- | -------- | ---------- |
| 1                     | 5        | Sebastian Vettel  | Ferrari              | 1:43,336 | 1:40,529 | 1:39,491 | 1        | 19         |
| 2                     | 33       | Max Verstappen    | Red Bull-TAG Heuer   | 1:42,010 | 1:40,332 | 1:39,814 | 2        | 18         |
| 3                     | 3        | Daniel Ricciardo  | Red Bull-TAG Heuer   | 1:42,063 | 1:40,385 | 1:39,840 | 3        | 18         |
| 4                     | 7        | Kimi Räikkönen    | Ferrari              | 1:43,328 | 1:40,525 | 1:40,069 | 4        | 18         |
| 5                     | 44       | Lewis Hamilton    | Mercedes             | 1:42,455 | 1:40,577 | 1:40,126 | 5        | 17         |
| 6                     | 77       | Valtteri Bottas   | Mercedes             | 1:43,137 | 1:41,409 | 1:40,810 | 6        | 16         |
| 7                     | 27       | Nico Hülkenberg   | Renault              | 1:42,586 | 1:41,277 | 1:41,013 | 7        | 18         |
| 8                     | 14       | Fernando Alonso   | McLaren-Honda        | 1:42,086 | 1:41,442 | 1:41,179 | 8        | 20         |
| 9                     | 2        | Stoffel Vandoorne | McLaren-Honda        | 1:42,222 | 1:41,227 | 1:41,398 | 9        | 19         |
| 10                    | 55       | Carlos Sainz Jr.  | Toro Rosso-Renault   | 1:42,176 | 1:41,826 | 1:42,056 | 10       | 20         |
| 11                    | 30       | Jolyon Palmer     | Renault              | 1:42,472 | 1:42,107 |          | 11       | 12         |
| 12                    | 11       | Sergio Pérez      | Force India-Mercedes | 1:43,594 | 1:42,246 |          | 12       | 8          |
| 13                    | 26       | Danyiil Kvjat     | Toro Rosso-Renault   | 1:42,544 | 1:42,338 |          | 13       | 14         |
| 14                    | 31       | Esteban Ocon      | Force India-Mercedes | 1:43,626 | 1:42,760 |          | 14       | 11         |
| 15                    | 8        | Romain Grosjean   | Haas-Ferrari         | 1:43,627 | 1:43,883 |          | 15       | 13         |
| 16                    | 20       | Kevin Magnussen   | Haas-Ferrari         | 1:43,756 |          |          | 16       | 8          |
| 17                    | 19       | Felipe Massa      | Williams-Mercedes    | 1:44,014 |          |          | 17       | 6          |
| 18                    | 18       | Lance Stroll      | Williams-Mercedes    | 1:44,728 |          |          | 18       | 9          |
| 19                    | 94       | Pascal Wehrlein   | Sauber-Ferrari       | 1:45,059 |          |          | 19       | 9          |
| 20                    | 9        | Marcus Ericsson   | Sauber-Ferrari       | 1:45,570 |          |          | 20[1]    | 6          |
| 107%-os idő: 1:49,150 |          |                   |                      |          |          |          |          |            |

Megjegyzés:
- ↑ 1:  — Marcus Ericsson autójában sebességváltót kellett cserélni, ezért 5 rajthelyes büntetést kapott.[4]

## Futam
A szingapúri nagydíj futama szeptember 17-én, vasárnap éjszaka rajtolt.
| helyezés | rajtszám | versenyző         | csapat/motor         | futott kör | idő/kiesés oka   | rajthely | abroncs | pont |
| -------- | -------- | ----------------- | -------------------- | ---------- | ---------------- | -------- | ------- | ---- |
| 1        | 44       | Lewis Hamilton    | Mercedes             | 58         | 2:03:23,544      | 5        |         | 25   |
| 2        | 3        | Daniel Ricciardo  | Red Bull-TAG Heuer   | 58         | +4,507           | 3        |         | 18   |
| 3        | 77       | Valtteri Bottas   | Mercedes             | 58         | +8,800           | 6        |         | 15   |
| 4        | 55       | Carlos Sainz Jr.  | Toro Rosso-Renault   | 58         | +22,822          | 10       |         | 12   |
| 5        | 11       | Sergio Pérez      | Force India-Mercedes | 58         | +25,359          | 12       |         | 10   |
| 6        | 30       | Jolyon Palmer     | Renault              | 58         | +27,259          | 11       |         | 8    |
| 7        | 2        | Stoffel Vandoorne | McLaren-Honda        | 58         | +30,388          | 9        |         | 6    |
| 8        | 18       | Lance Stroll      | Williams-Mercedes    | 58         | +41,696          | 18       |         | 4    |
| 9        | 8        | Romain Grosjean   | Haas-Ferrari         | 58         | +43,282          | 15       |         | 2    |
| 10       | 31       | Esteban Ocon      | Force India-Mercedes | 58         | +44,795          | 14       |         | 1    |
| 11       | 19       | Felipe Massa      | Williams-Mercedes    | 58         | +46,536          | 17       |         |      |
| 12       | 94       | Pascal Wehrlein   | Sauber-Ferrari       | 56         | +2 kör           | 19       |         |      |
| ki       | 20       | Kevin Magnussen   | Haas-Ferrari         | 50         | erőforrás        | 16       |         |      |
| ki       | 27       | Nico Hülkenberg   | Renault              | 48         | olajszivárgás    | 7        |         |      |
| ki       | 9        | Marcus Ericsson   | Sauber-Ferrari       | 35         | baleset          | 20       |         |      |
| ki       | 26       | Danyiil Kvjat     | Toro Rosso-Renault   | 10         | baleset          | 13       |         |      |
| ki       | 14       | Fernando Alonso   | McLaren-Honda        | 8          | baleseti sérülés | 8        |         |      |
| ki       | 5        | Sebastian Vettel  | Ferrari              | 0          | baleset          | 1        |         |      |
| ki       | 33       | Max Verstappen    | Red Bull-TAG Heuer   | 0          | baleset          | 2        |         |      |
| ki       | 7        | Kimi Räikkönen    | Ferrari              | 0          | baleset          | 4        |         |      |

## A világbajnokság állása a verseny után
| H   | Versenyzők       | Pont | H   | Konstruktőrök        | Pont |
| --- | ---------------- | ---- | --- | -------------------- | ---- |
| 1.  | Lewis Hamilton   | 263  | 1.  | Mercedes             | 475  |
| 2.  | Sebastian Vettel | 235  | 2.  | Ferrari              | 373  |
| 3.  | Valtteri Bottas  | 212  | 3.  | Red Bull-TAG Heuer   | 230  |
| 4.  | Daniel Ricciardo | 162  | 4.  | Force India-Mercedes | 124  |
| 5.  | Kimi Räikkönen   | 138  | 5.  | Williams-Mercedes    | 59   |
| 6.  | Max Verstappen   | 68   | 6.  | Toro Rosso-Renault   | 52   |
| 7.  | Sergio Pérez     | 68   | 7.  | Renault              | 42   |
| 8.  | Esteban Ocon     | 56   | 8.  | Haas-Ferrari         | 37   |
| 9.  | Carlos Sainz Jr. | 48   | 9.  | McLaren-Honda        | 17   |
| 10. | Nico Hülkenberg  | 34   | 10. | Sauber-Ferrari       | 5    |

(A teljes táblázat)

## Statisztikák
- Az F1 történetének első esős éjszakai futama.
- Vezető helyen:
  - Lewis Hamilton: 58 kör (1-58)
- Sebastian Vettel 49. pole-pozíciója.
- Lewis Hamilton 60. futamgyőzelme és 38. versenyben futott leggyorsabb köre.
- A Mercedes 73. futamgyőzelme.
- Lewis Hamilton 113., Daniel Ricciardo 25., Valtteri Bottas 19. dobogós helyezése.